# Cesson-Sévigné
Cesson-Sévigné település Franciaországban, Ille-et-Vilaine megyében. Lakosainak száma 18 076 fő (2022. január 1.). Cesson-Sévigné Rennes, Betton, Acigné, Chantepie, Domloup, Noyal-sur-Vilaine és Thorigné-Fouillard községekkel határos.

## Népesség
A település népességének változása:
| Lakosok száma | 3658 | 10 451 | 12 708 | 15 627 | 16 784 | 17 414 | 17 526 | 17 082 | 17 316 | 18 076 |
|               | 1968 | 1982   | 1990   | 2006   | 2013   | 2015   | 2017   | 2019   | 2020   | 2022   |